# ميناء مليء

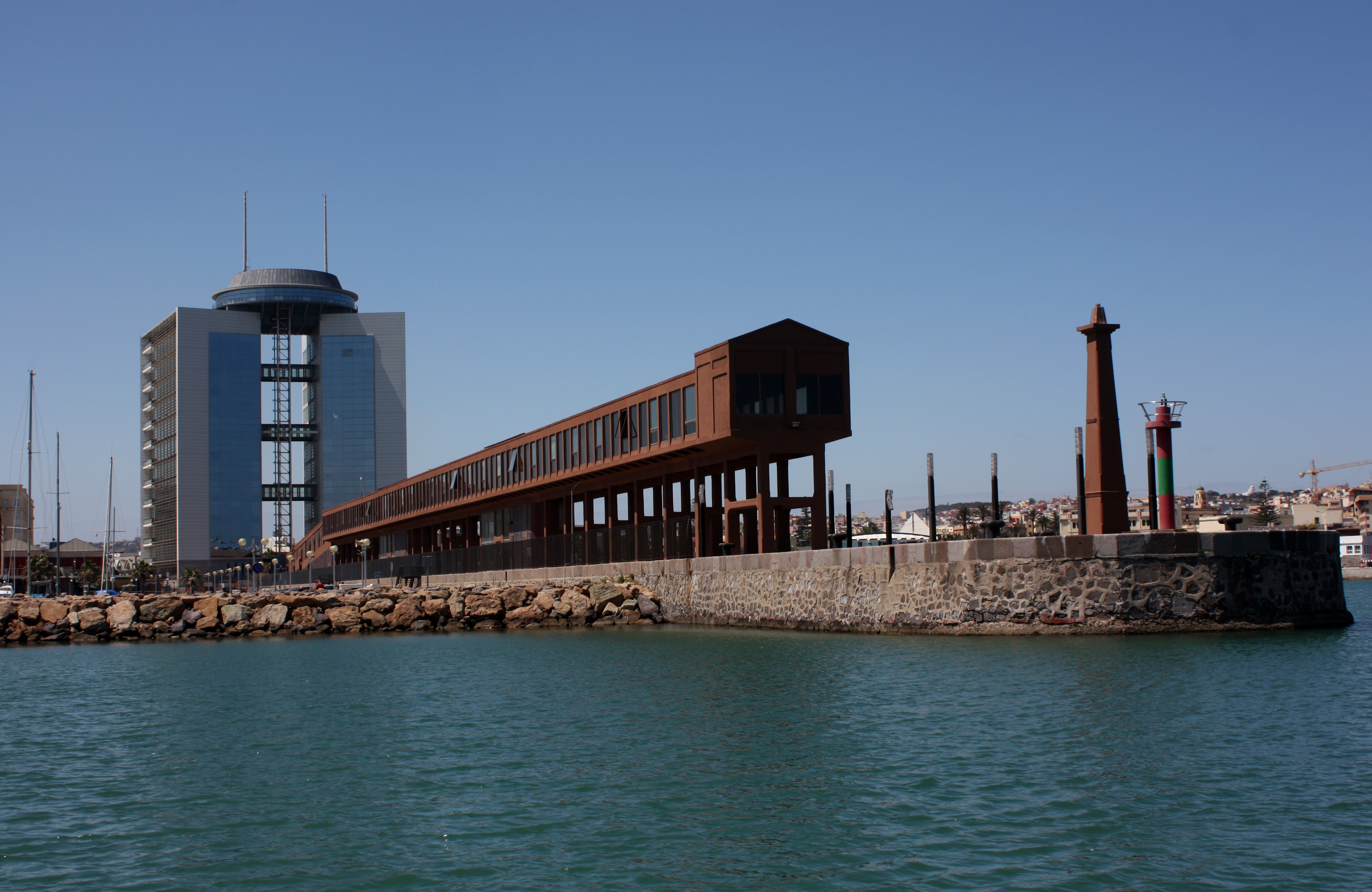
ساحة تحميل المعدات المعدنية

يقع ميناء مليلا في مدينة ميللا المستقلة ، على الساحل الجنوبي الشرقي لجزيرة تريس فوركاس .

## الموقع
- الطول: الغرب ، 2o 56'
- عرض: شمال ، 35o 17'

الرياح الحاكمة
- لقد نمت
- الغرب

## الخلفية
فانني في الفينيقية، في سبع مناطق مختلفة. السابعة قبل ميلادنا . باسم "روسايدر القرن". "المدينة التي بنيتها على أساسٍ ثابتٍ، والتي كانت ملجأً وقائمًا، بسبب حرمك النجم". الإمبراطور انتونيو بيو أوغستو كاراكالا (211-217 م) هو المشار إليه في إيتيناريو دي انتونينو. لا يوجد بيانات عن استخدام الميناء من قبل رجال الأعمال أو العرب . وربما كان النهر الذي يُدعى الريو الأورو يقع غرب المدينة.
تم الاستيلاء على المدينة من قبل دون بيدرو دي استوبيان في 1497 للمملكة الإسبانية . فكل مرة تستخدمها مرة أخرى في النصر. في ذلك الوقت ، كان موقع التسجيل غير آمن ، ويتلاشى العديد من السفن التي كانت على اليابسة على شاطئ مانتيلي أو على شاطيء سان لورينزو . وكان هؤلاء يُغْرقون السفن من أجل ألا تُسقط.
لقد تعرضت لحصار كبير في 1774 و75 ، وتحتاج إلى ميناء واضح . وفي ديسمبر من عام 1774 ، كانت هناك الرياح الشرقية القوية التي كانت تسبب في إزعاج السفينة ، مما أدى إلى إحباطها . فأنزلوا على السفن من أجل أن لا تُضيعوا البحر، وقدمواها إلى السكندري سيسنوروس، وهو القائد.

## الماضي
في 18 ديسمبر 1902 ، تم تشكيل مجلس عمل الميناء في ميللا بقيادة الحاكم العسكري . بدأ مانويل بيسرا العمل على كتابة أول مشروع للميناء . وفي 17 نوفمبر 1904، قام الملاك بتنفيذ أول عملية في الملايا.أطلقت الأدوات من قبل ألفونس الثالث عشر ، أعطاها العديد من العملات المعدنية القانونية ، حيث كتب نسخة من "تغرامة دي ريف" التي ستصبح بعد ذلك "تغرافة دي ميللا".
في عام 1909، كانت الطرق من ميللا إلى ناديور، ميللا إلى زيلوان، ميللا زوكو الحادي من بين سيكار، و ميللا إلى تراس فوركاس، دائماً طُرقت وبنيت بسبب مانول بيتر. خلال فترة الاستحمام ، تم بناء محطة كهربائية ذات حصان 135.80 ، وبرنامج إمدادات المياه الأول في المدينة ، وسوق ، ومخزن خصبة ، ومراعا . ويتمّ إصلاح الكثير منهم.
في يوم من أيام شهر مارس 1914، ارتفعت الرياح إلى ارتفاع 18 مترًا، واصطدمت إلى المدير. أكثر من 15 سفينة خسرت و20 سفينة فقدت . ففي تلك السنة، و بعدها، كانت هناك عواصف كثيرة، وكانت السفن في الأفق، والمدينة في الأضراب. وفي يوم الثاني عشر من مايو 1925، كانت العاصفة العاصفة في المدينة على سطح البحر، فكانت البنايات مليئة بالأمتار. في 12 أبريل 1927، غرق مدينة ماليا في مياه كبيرة، وفتى كل التغفير.
بين 1917 و 1925، تم بناء منطقة تحميل المعادن بناء على طلب شركة Española de Minas del Rif، وتقدر بمقدورها توجيه السفن إلى طول 160 متر/20 جنيه. . . . . . . . وقد ارتفع السعة الحقيقية للكربون إلى 1000 طن أساسي . وإذا انتهت أوقات الإقامة، ستزداد القدر، ولا يُسمح بعد ذلك بإيصال المدعي. لكن ، بعد عدة رحلات عسكرية ، خففت البناء . وبحلول 24 يوليو/تموز و 3 أغسطس/آب 1921، دخل 49 سفينة، وبالنسبة 25 ألف سفينة، في بحر ماليا، لتتخطى وحدات القيادة.بين عامي 1937 و 1940، بنيت باليزا ديل مورو.3ر نظام مالي للموانئ في عام 1966 وقواعد الحقوق المالية. كان من المفترض أن تقلل حجم تصدير الماس بشكل كبير حتى عام 1980 ، وكان من المفترض وجود خدمة نهائية لقطاع تحميل الماس .
من البحر يتم إزالة البحر ليتم توسيعه لتحقيق القرب من مدينة ماليا الحرة.[4]

## حالة الطقس
المناخ في ميللا هو من نوع Csa من المناخ المتوسط حسب تصنيف كوبن ، لكنه كان قريبًا من الحدود بين المناخات الشبابية والغير المخيفة من 1981 إلى 2010. يُسقط الهواء خفيفًا من الغرب والشرق ، ويتحرك الرياح من السحرة في بليزمان . متوسط درجة الحرارة السنوية حوالي 19 درجة مئوية . الشتاء معتدل ، متوسط درجة الحرارة في يناير هو أكثر من 13 درجة مئوية ، الصيف رطبة ، و متوسط درجة حرارة هو 26 درجة مئويية في أغسطس .  شهر أغسطس هو شهر صيفي، حيث يبلغ درجة حرارة الجو المتوسط 30 درجة، ويكون الهواء في السنة الطازجة أكثر من 22 درجة.   المطر السنوي أقل من 400 ملي متر .   كانت الأمطار الأكثر كثافة في الشتاء ، والربيع ، والخريف ، وكان الصيف مختلفاً عن الموسم الجاف ، وكانت المياه في يوليو لا تصل إلى حوالي 1 مليمتر .  السنوات الشمسية مرتفعة جداً ، حوالي 2600 ساعة . 

## شركات النقل ومواقع الوصول
| مالقة           | ميناء مالغا    | Trasmediterránea / بالاري |
| المرية (مقاطعة) | ميناء ماريا    | Trasmediterránea / بالاري |
| مطريل           | ميناء الموتريل | باليارا                   |

## إحصائيات
في السيارات الركابية ، الركاب التجارية ، الركنات الجوية ،
|                      | الركاب  | كرواتزر | حرج (t)   |
| -------------------- | ------- | ------- | --------- |
| 2010                 | 633.044 | 0       | 702.752   |
| 2011                 | 642.733 | 0       | 865.905   |
| 2012                 | 810.883 | 0       | 835.770   |
| 2013                 | 783.930 | 0       | 764.410   |
| 2014                 | 772.124 | 254     | 836.482   |
| 2015                 | 844.260 | 1.352   | 935.129   |
| 2016                 | 889.348 | 1.224   | 1.059.469 |
| 2017                 | 833.033 | 0       | 934.966   |
| 2018                 | 828.659 | 368     | 827.812   |
| 2019                 | 842.983 | 631     | 834.568   |
| 2020                 | 234.536 | 0       | 632.150   |
| 2021                 | 265.903 | 1.374   | 993.622   |
| 2022                 | 641.263 | 5.025   | 566.365   |
| المصدر: ميناء ميليلا |         |         |           |

## الصادرات
1. ↑  "Kitap kaynakları - Wikipedia, özgür ansiklopedi". es.wikipedia.org (بالإسبانية). Retrieved 22 Mart 2023. {{استشهاد ويب}}: تحقق من التاريخ في: |تاريخ الوصول= (help)
2. ↑  "Liman mevcut 143 park yerini 253'e çıkarıyor". مؤرشف من الأصل في 23 Ekim 2017. {{استشهاد ويب}}: تحقق من التاريخ في: |تاريخ أرشيف= (مساعدة)
3. ↑  "Melilla, çevredeki limanlar arasında bir referans terminali olan yeni Denizcilik İstasyonunu faaliyete geçirdi / Denizcilik Endüstrisi / Denizcilik / Ana Sayfa - masmar". www.masmar.net. مؤرشف من الأصل في 19 Mart 2023. اطلع عليه بتاريخ 22 Mart 2023. {{استشهاد ويب}}: تحقق من التاريخ في: |تاريخ الوصول= و|تاريخ أرشيف= (مساعدة)
4. ↑  TodoTransporte. "Melilla yeni deniz istasyonunun açılışını yapıyor". TodoTransporte | Información económica sectorial (بالإسبانية). Archived from the original on 19 Mart 2023. Retrieved 22 Mart 2023. {{استشهاد ويب}}: تحقق من التاريخ في: |تاريخ الوصول= and |تاريخ أرشيف= (help)

- البيانات التاريخية ممتلئة . - السيد غابرييل دي مورالي .
- إنها تذكارية من ميناء ميليلا.جمع التاريخ. . . . - فرانسيسكو مير بيرلندا ، تاريخ مالي رسمي .
- "ماليّا" في الآيات القديمة. - فرانسيسكو مير بيرلاند .

- تم أرشيف رسمي إدارة الموانئ في ميللا في 4 أكتوبر 2017 على موقع .
- تم أرشيفها في 14 مارس 2023 على موقع .